# Lambert Wilson
Pour les articles homonymes, voir Wilson.
Lambert Wilson ([lɑ̃bɛʁ wilsɔn]) est un acteur, metteur en scène et chanteur français, né le 3 août 1958 à Neuilly-sur-Seine.
Fils de l'acteur et metteur en scène Georges Wilson et de l’actrice Nicole Mulon, Lambert Wilson est révélé dans les années 1980, notamment par son rôle dans le film Rendez-vous d'André Téchiné. Il alterne ensuite films grand public et productions plus intimistes, et est également apparu dans des films américains.

## Biographie

### Jeunesse
Lambert Wilson naît sous le nom d’état civil de « Lambert Nicolas Willson » (patronyme avec deux fois la lettre « L ») le 3 août 1958 à Neuilly-sur-Seine, en proche banlieue parisienne, de Nicole Mulon (1924-2009) et de Georges Wilson,, tous deux acteurs. Il baigne dès son plus jeune âge dans le milieu théâtral.
Il passe une enfance non pas difficile, mais ballottée, changeant d'école chaque année. À chaque rentrée des classes, son angoisse est alors de se faire aimer, accepter, intégrer à la classe par les autres élèves. Mais inversement, il développe un certain individualisme qui l'amène plus tard à déclarer : « J'ai du mal avec les groupes. […] Je fuis les groupes. Ça me rappelle la cour de récré. J'allais toujours dans la direction opposée, car je voulais être un cas particulier. »

### Formation et débuts
À ses débuts, Lambert Wilson ne s'intéresse guère au théâtre français et ambitionne d'être « un acteur américain ». C'est notamment en accompagnant son père à une première du film Les Trois Mousquetaires qu'il connaît un déclic : « Il y avait là toutes les stars de l'époque, Raquel Welch, Faye Dunaway… En une soirée, j'ai reçu un shoot de star-système qui m'est instantanément monté à la tête. Le lendemain, je voulais faire du cinéma. Avoir ma gueule en grand sur un écran, jouer dans des superproductions et devenir Robert Redford. »
Il suit une formation de comédien au Drama Centre London (en), afin de tracer son chemin tout seul sans être un simple « fils de », mais aussi pour perfectionner son anglais et poursuivre ainsi son rêve hollywoodien. Parti pour Londres afin d'être « loin de [son] père » dont il cherche alors à se distinguer — « Il ne parlait pas anglais, je voulais être bilingue. Il travaillait en France, je rêvais de Hollywood » —, il connaît des moments difficiles à Londres, sa maîtrise de l'anglais étant alors insuffisante. Une fois revenu en France, il se trouve à nouveau « happé » par le giron familial et débute sur les planches avec une pièce de Lucian Pintilie dans laquelle son père joue le rôle de son père. Il commente par la suite : « En somme, je suis retourné chercher le bâton pour me faire battre. »
Outre le métier d'acteur, il apprend le chant et la musique.
Jeune comédien, il recherche la célébrité par tous les moyens : « Je m’étais dit très tôt, il faut entrer dans le star system […], monter dans les échelons pour avoir les meilleurs rôles […], je me suis donné les moyens en montrant mon visage […], ça me rassurait. » Il vit des relations compliquées avec son père, qui le dirige plusieurs fois au fil des années, sur scène et au cinéma, et dont il quête l'approbation.

### Carrière

#### Cinéma et télévision
En 1977, Lambert Wilson débute au cinéma dans Julia, sous la direction de Fred Zinnemann. Deux ans plus tard, il obtient son premier rôle dans un film français avec Le Gendarme et les Extraterrestres, de Jean Girault, dans une scène face à Maurice Risch où il campe un extraterrestre au ton monocorde et inquiétant ; il raconte plus tard avoir été « mis en boîte » par sa famille pour le ridicule de ce rôle. Toujours motivé par son désir de travailler dans le cinéma américain, il obtient son premier grand rôle en 1982 dans Cinq Jours, ce printemps-là (Five Days One Summer), réalisé par Fred Zinneman qui l'avait fait débuter à l'écran, et où il donne la réplique à Sean Connery. Le film est cependant un échec commercial, tout comme, l'année suivante, Sahara, dont il partage l'affiche avec Brooke Shields.
C'est finalement dans son pays natal qu'il trouve durablement le succès : après une apparition dans La Boum 2, il tient en 1984 un rôle important dans La Femme publique d’Andrzej Żuławski. L'année suivante, il est remarqué dans Rendez-vous, d'André Téchiné : son interprétation d'un personnage tourmenté lui vaut une nomination au César du meilleur acteur. Dans ses films suivants, il joue des personnages romantiques (Rouge Baiser) ou, au contraire, inquiétants (L'Homme aux yeux d'argent). Il a à l'époque du mal à gérer sa nouvelle célébrité et, s'il apprécie de jouer des rôles torturés, se trouve « totalement lisse » quand il interprète des rôles « plus conventionnels ». Il a alors le sentiment d'être catalogué comme le « bellâtre de service », une image dont il met plusieurs années à se défaire.

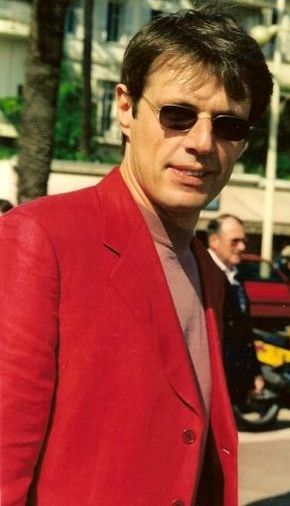
Lambert Wilson au Festival de Cannes 1996.

En 1986, il est l'un des acteurs pressentis pour succéder à Roger Moore dans le rôle de James Bond en concurrence avec Sam Neill, Bryan Brown, Andrew Clarke, Antony Hamilton, Pierce Brosnan et Timothy Dalton qui sont auditionnés pour le rôle. Le producteur Michael G. Wilson, le réalisateur John Glen, Dana et Barbara Broccoli sont alors très convaincus par Sam Neill, contrairement au producteur Albert R. Broccoli qui soutient plutôt le Français Wilson. Finalement, c'est Timothy Dalton qui est choisi pour Tuer n'est pas jouer. Dans son autobiographie, Albert R. Broccoli évoque Lambert Wilson qu'il aurait bien vu en James Bond.
En 1987, il apparaît dans Chouans !, de Philippe de Broca, et enchaîne l'année suivante avec Les Possédés de Wajda et El Dorado de Carlos Saura, puis avec La Vouivre, adapté et réalisé par son père Georges Wilson. Mais sa carrière est alors ralentie par une série d'échecs commerciaux. En effet, poussé par ce qu'il considère après-coup comme une sorte de snobisme, l'acteur cherche à l'époque à apparaître dans des films de prestige, qui ne remportent cependant pas le succès escompté : ni Les Possédés, ni surtout El Dorado, ne trouvent leur public. Le Ventre de l'architecte de Peter Greenaway est salué par la critique mais ne touche qu'un public limité. Lui-même estime par la suite qu'il est apparu dans les films ratés de grands réalisateurs.
En 1989, il joue le rôle de l'abbé Pierre dans Hiver 54, l'abbé Pierre. Cette interprétation saluée par la profession lui vaut le prix Jean-Gabin, qui récompense les espoirs du cinéma français, et il est à nouveau nommé aux César. Il racontera par la suite que, bien que méfiant vis-à-vis des dogmes religieux (« Les religions créent les guerres. La foi engendre l’amour. »), il s'est fait baptiser pendant le tournage du film par l'abbé Pierre, dont il aimait « toutes les valeurs ».
Malgré le succès d'estime que lui vaut cette prestation, il est moins présent à l'écran dans la première moitié des années 1990. Plusieurs de ses films passent inaperçus, notamment L'Instinct de l'ange, de Richard Dembo, qui subit un échec cinglant. Il passe alors trois ans sans tourner. Il se souvient par la suite avoir été considéré comme ce que les Américains appellent un « box-office poison », c'est-à-dire un acteur dont la présence à l'écran garantit l'échec commercial.
En 1995, suite à une interview piège de Raphaël Mezrahi durant laquelle il se fâche, Lambert Wilson fait une dépression.
Pendant cette période, il se produit au théâtre, et enregistre un album de chansons. Il revient à l'écran en tenant des rôles secondaires dans des productions prestigieuses, comme le film historique en costumes Jefferson à Paris (1995) de James Ivory. C'est en jouant sur des registres légers qu'il retrouve les faveurs du public, notamment grâce au film musical On connaît la chanson (1997) d'Alain Resnais, puis à la comédie Jet Set (2000) de Fabien Onteniente. Les succès populaires de ces films lui valent de revenir au premier plan.
Il est également employé à nouveau par le cinéma américain : il est le « Mérovingien » dans Matrix Reloaded (2002) et Matrix Revolutions (2003), puis apparaît notamment aux génériques de Prisonniers du temps (2002) et de Catwoman (2004), réalisé par son compatriote Pitof. Par la suite, déçu par cette deuxième expérience américaine, il déclare : « Je ne peux plus les saquer. Pas les Américains bien sûr, mais les gens de Hollywood. J'avais rêvé d'y travailler sans connaître la réalité. » En France, il continue d'apparaître dans des films grand public, tels les comédies L'Anniversaire et Palais royal !, tous deux sortis en 2005. Il ne dédaigne cependant pas les expériences plus atypiques et, en 2006, joue dans le film de science-fiction Dante 01 de Marc Caro. Il tourne également pour la télévision, notamment en 2004 dans le téléfilm Colette, une femme libre, réalisé par Nadine Trintignant.
En 2010, il interprète le personnage principal du film Des hommes et des dieux, succès critique et public pour lequel il est à nouveau nommé au César du meilleur acteur. Il interprète ensuite le rôle du comte de Chabannes dans La Princesse de Montpensier.
En 2012, on le voit dans le film d'aventure comique Sur la piste du Marsupilami, réalisé par Alain Chabat. Il poursuit avec d'autres rôles importants au cinéma, alternant comédies et films dramatiques, de même que films d'auteur et grosses productions. En 2016, il incarne le commandant Cousteau dans le film L'Odyssée.
Lambert Wilson joue le rôle du général de Gaulle dans le film De Gaulle de Gabriel Le Bomin sorti en mars 2020.
En février 2020, il annonce qu'il va reprendre son rôle du « Mérovingien » dans Matrix Resurrections, prévu pour 2021 et réalisé cette fois-ci par Lana Wachowski sans sa sœur. Un des rares comédiens de retour presque vingt ans plus tard, il décrit son unique scène : « C'est une scène de reproche, adressée à Neo, où le Mérovingien exprime sa rage de ce qu'est devenue la Matrice, un peu dans le style "c'était mieux avant", alors qu'il en est lui-même un objet ! Je pense qu'il y a donc aussi une adresse à ce qu'est internet aujourd'hui, les réseaux sociaux, les grands tech guys comme Mark Zuckerberg. ». Il développe : « J'ai passé un mois à Berlin, parce que dans ma scène la lumière devait être celle du plein soleil, donc il a fallu attendre les bonnes conditions, que le soleil revienne. Ce qui n'a finalement jamais eu lieu. L'hiver a fini par arriver, donc l'éclairage a été assuré artificiellement. Mais ça m'a marqué, parce que la démarche de Lana pour ce Matrix était beaucoup plus diurne. Elle voulait vraiment travailler avec la lumière du soleil. ». Puis, pour ce qui est du tournage en général et de ses retrouvailles avec la cinéaste : « Ça a changé, il y a quelque chose de très "berlinois" dans cette équipe. Autour de Neo, chez ses alliés, il y a vraiment quelque chose de fluide, les stéréotypes sont renversés. Mes retrouvailles avec Lana, j'appréhendais peut-être comme un choc, et puis en réalité c'était un non-événement [...] c'est toujours la même personne, son être, son intelligence, sa vivacité sont exactement les mêmes. Je pensais que ce serait troublant, et étrangement pas du tout [...]  quelque chose a changé dans leurs films [...] J'avais quitté en 2002 un tournage très hollywoodien, totalement dans le style d'alors, avec tout le machisme que ça implique, des producteurs qui roulent des mécaniques, et eux qui jouaient au basket entre les changements de scènes. Et je reviens, c'est une scène berlinoise, avec effectivement quelque chose de cross genre. Et sa manière de filmer aussi a beaucoup changé. ».
Également en 2021, il joue un nonce corrompu face à la Mystique Benedetta Carlini incarnée par Virginie Efira dans le film Benedetta du cinéaste néerlandais Paul Verhoeven.
En 2022, il apparait dans l'ambitieuse série française Totems diffusée sur la plateforme Amazon Prime Vidéo. Dans cette prestigieuse distribution qui comprend Vera Kolesnikova, Niels Schneider, José Garcia ou encore Ana Girardot, Lambert interprète le rôle de Charles Contignet, recruteur du SDECE. En fin d'année, il reprend dix ans plus tard son rôle de l'ours Ernest dans le film d'animation Ernest et Célestine : Le Voyage en Charabie de Julien Chheng et Jean-Christophe Roger, dans lequel il est accompagné par Pauline Brunner dans le rôle de la souris Célestine.
En 2023, il est annoncé à la distribution de la série d'animation Star Wars: Visions, dans laquelle il prête sa voix au personnage de Jon dans l'épisode The Spy Dancer, conçu par le studio français La Cachette et prévu pour mai 2023.

#### Théâtre

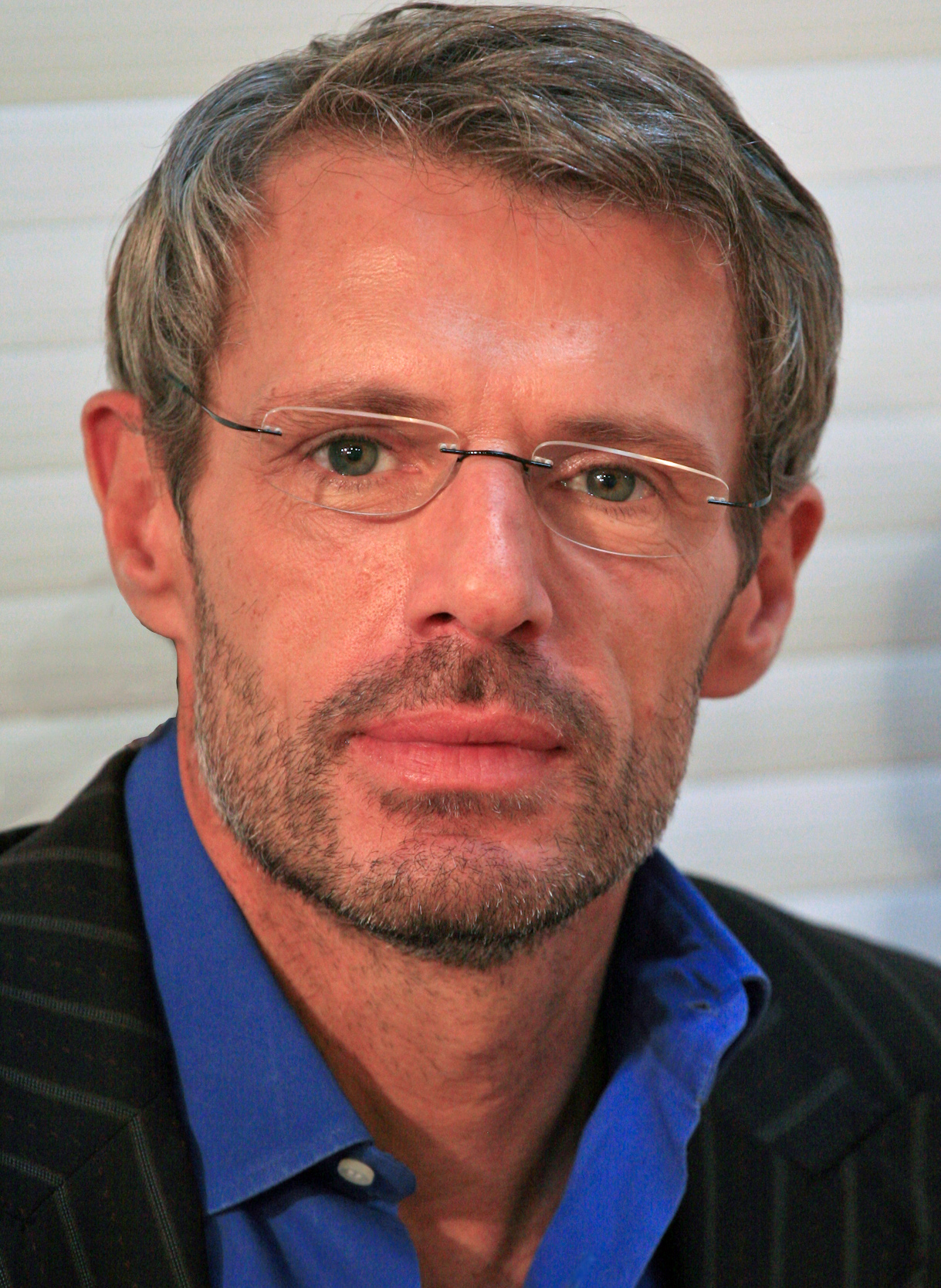
Lambert Wilson en octobre 2008.

La carrière théâtrale de Lambert Wilson est riche : Ashes to Ashes de Harold Pinter en 1998, L'Amour de l'amour, La Machine infernale, La Célestine, Eurydice, Ruy Blas. Il s'est mis en scène dans Les Caprices de Marianne en 1994 et dans Bérénice, avec Kristin Scott Thomas, en 2002.
En 2010, il est sur la scène du théâtre du Châtelet dans la comédie musicale de Stephen Sondheim A Little Night Music.

#### Chansons et poésies
Lambert Wilson est aussi chanteur : il a enregistré quelques disques (Musicals en 1989 et Démons et merveilles en 1997) et interprété la chanson La Chambre.
Le 15 octobre 2007, il sort un nouvel album intitulé Loin, dans un registre totalement différent de ses précédentes interprétations dont il a écrit un des textes. Le compositeur en est Jean-Philippe Bernaux, mais l'album inclut aussi deux compositions de Jean-Jacques Sage, également le producteur de l'artiste, et une de Christophe Mali (Tryo). Les auteurs qui ont travaillé sur ce projet sont Boris Bergman, Philippe Latger, Marc Estève et Marie Nimier.
Il enregistre également la lecture de poésies et de grands textes de la littérature (Musset, Proust…).
Le 12 février 2016, il sort un album hommage au chanteur Yves Montand afin de commémorer les vingt-cinq ans de la disparition de l'artiste. Les arrangements musicaux de cet album qui s'appelle Wilson chante Montand ont été réalisés par Bruno Fontaine. L'album devrait servir de base à la création d'un spectacle où Lambert Wilson doit chanter et danser.
En juin 2016, il est présent aux Chorégies d'Orange et interprète à cette occasion Syracuse, mais également La Chanson de Lara en duo avec le ténor lyrique Florian Laconi.

### Implications dans les festivals

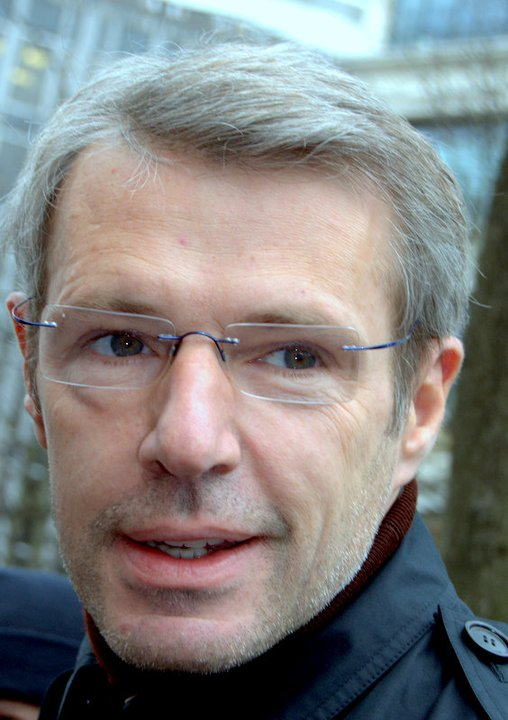
Lambert Wilson au déjeuner des nommés des César du cinéma 2011.

- En octobre 2008, Lambert Wilson est le président du jury du Festival du film britannique de Dinard.
- Du 6 au 12 juin 2012, il est le coprésident (avec Michael Madsen) du 1er Champs-Élysées Film Festival. Par ailleurs, du 30 novembre au 8 décembre 2012, il fait partie du jury du 12e Festival international du film de Marrakech, jury présidé par John Boorman, dans lequel on retrouve entre autres James Gray, Marie-Josée Croze ou encore Gemma Arterton[25].
- Du 14 au 25 mai 2014, il est le maître de cérémonie du Festival de Cannes, dont le jury est présidé par la réalisatrice Jane Campion[26].
- Du 13 au 24 mai 2015, il est à nouveau maître de cérémonie au Festival de Cannes dont le jury est présidé par Joel et Ethan Coen.
- En 2017, il est président du jury du 29e Festival Premiers Plans d'Angers.
- En 2021, il crée le festival de musique Les Millésimes, à Tonnerre (Yonne)
- En 2023 il préside le jury du 76e Festival de Locarno.

### Engagements et prises de position
Lambert Wilson a participé à une campagne publicitaire à la radio en faveur de la fondation Abbé-Pierre. En 2009, il écrit la préface du livre de Loïc Le Goff sur le Mouvement Emmaüs Compagnons de l'abbé Pierre, publié aux éditions Bayard.
En 2013, il est invité par l'ONU dans le cadre de la mission de la MINUSTAH dans le soutien que l'acteur veut apporter à Haïti, notamment dans le projet immense de reforestation, Haïti étant dans un état de déforestation dramatique, à peine 2 % du territoire haïtien étant encore boisé.
En 2014, il déclare que les paroles de La Marseillaise sont trop violentes et doivent être changées. Il prend ainsi la défense de Christiane Taubira, alors ministre de la Justice, critiquée pour n'avoir pas chanté l'hymne national lors de la commémoration de l'abolition de l'esclavage en France.
Depuis 2015, il est l'ambassadeur officiel de l'association « Les Toiles enchantées », association qui apporte le cinéma dans les hôpitaux pour les enfants malades et dans les centres spécialisés pour les adolescents handicapés.
En 2017, il soutient le candidat d'Europe Écologie Les Verts Yannick Jadot à la primaire écologique de l'élection présidentielle.
En 2020, deux jours après la 45e cérémonie des César, il dénonce le « lynchage public abominable » contre Roman Polanski après que le César de la meilleure réalisation lui a été attribué, condamnant à la fois l'attitude d'Adèle Haenel, qui a quitté la salle en n’acceptant pas que le cinéaste, accusé de viol, soit récompensé, et la teneur du discours d'ouverture de l'humoriste Florence Foresti, la maîtresse de cérémonie, qui a affublé le cinéaste de divers sobriquets,. Ses propos contre Florence Foresti et Adèle Haenel lui valent d'être évincé de Greenpeace deux jours après et, une semaine plus tard, d'être pris à partie par des féministes qui occupent l'auditorium du Nouveau Siècle de Lille, où doit avoir lieu un spectacle auquel il est prévu qu’il participe.

### Vie privée
En 2016, Lambert Wilson évoque publiquement sa bisexualité,. Lambert Wilson est bilingue français-anglais : son fort accent français dans Matrix Reloaded est simulé pour les besoins du rôle. Il parle également l'italien et l'espagnol.
Il réside à Saint-Vinnemer dans le département de l'Yonne,.

## Filmographie

### Cinéma

#### Années 1970
- 1977 : Julia de Fred Zinnemann : un jeune résistant dans le train vers Berlin.
- 1979 : Le Gendarme et les Extra-terrestres de Jean Girault : un extra-terrestre (non crédité)
- 1979 : Lady Oscar de Jacques Demy : un soldat insolent
- 1979 : New Generation de Jean-Pierre Lowf-Legoff : Jean-Charles
- 1979 : De l'enfer à la victoire (Contro quattro bandiere) d'Umberto Lenzi : Patrice, un résistant

#### Années 1980
- 1981 : Chanel solitaire (Coco Chanel) de George Kaczender
- 1982 : Cinq jours, ce printemps-là (Five Days One Summer) de Fred Zinnemann : Johann Biari
- 1982 : La Boum 2 de Claude Pinoteau : Félix Maréchal
- 1983 : Sahara d'Andrew V. McLaglen : Jaffar
- 1984 : Le Sang des autres de Claude Chabrol : Paul
- 1984 : La Femme publique d'Andrzej Żuławski : Milan Mliska
- 1985 : Rendez-vous d'André Téchiné : Quentin
- 1985 : L'Homme aux yeux d'argent de Pierre Granier-Deferre : Villain
- 1985 : Rouge Baiser de Véra Belmont : Stéphane
- 1986 : Bleu comme l'enfer d'Yves Boisset : Ned
- 1986 : Corps et biens de Benoît Jacquot : Michel Sauvage
- 1987 : Le Ventre de l'architecte (The Belly of an Architect) de Peter Greenaway : Caspasian Speckler
- 1988 : Les Possédés d'Andrzej Wajda : Nikolaj Stavrogin
- 1988 : Chouans ! de Philippe de Broca : Tarquin
- 1988 : El Dorado de Carlos Saura : Pedro de Ursúa
- 1989 : Suivez cet avion de Patrice Ambard : Rémi Cerneaux
- 1989 : La Vouivre de Georges Wilson : Arsène Muselier
- 1989 : Hiver 54, l'abbé Pierre de Denis Amar : l’abbé Pierre

#### Années 1990
- 1991 : Entre chien et loup (Shuttlecock) d'Andrew Piddington (en) : John Prentis
- 1991 : Un homme et deux femmes de Valérie Stroh : Dr Paul Baudoin
- 1992 : Warszawa, année 5703 de Janusz Kijowski : Alek
- 1993 : L'Instinct de l'ange de Richard Dembo : Henry
- 1995 : Jefferson à Paris (Jefferson in Paris) de James Ivory : le marquis de La Fayette
- 1996 : Les Caprices d'un fleuve de Bernard Giraudeau : monsieur de la Malène
- 1996 : The Leading Man de John Duigan : Felix Webb
- 1997 : Marquise de Véra Belmont : Jean Racine
- 1997 : On connaît la chanson d'Alain Resnais : Marc Duveyrier
- 1998 : Trop (peu) d'amour de Jacques Doillon : Paul
- 1999 : The Last September de Deborah Warner : Hugo Montmorency

#### Années 2000
- 2000 : Jet Set de Fabien Onteniente : Arthus de Poulignac
- 2000 : Combat d'amour en songe de Raoul Ruiz : Sebatol
- 2001 : HS Hors Service de Jean-Paul Lilienfeld : Francis
- 2001 : Far from China (cs) de C.S. Leigh : Jean-Pierre
- 2003 : Il est plus facile pour un chameau… de Valeria Bruni Tedeschi : Aurelio
- 2003 : Matrix Reloaded (The Matrix Reloaded) des Wachowski : Mérovingien
- 2003 : Dédales de René Manzor : Brennac
- 2003 : Matrix Revolutions (The Matrix Revolutions) des Wachowski : Mérovingien
- 2003 : Prisonniers du temps (Timeline) de Richard Donner : Lord Arnaut
- 2003 : Pas sur la bouche d'Alain Resnais : Eric Thomson (premier mari de Gilberte)
- 2004 : People: Jet Set 2 de Fabien Onteniente : le frère Arthus
- 2004 : Catwoman de Pitof : George Hedare
- 2005 : Sahara de Breck Eisner : Yves Massarde
- 2005 : L'Anniversaire de Diane Kurys : Raphaël
- 2005 : Palais Royal ! de Valérie Lemercier : le prince Arnaud
- 2005 : Gentille de Sophie Fillières : Philippe, le médecin malade
- 2006 : Cœurs d'Alain Resnais : Dan
- 2007 : Le Casse du siècle (Flawless) de Michael Radford : Finch
- 2008 : Dante 01 de Marc Caro : saint Georges
- 2008 : Le Grand Alibi de Pascal Bonitzer : Pierre Collier
- 2008 : Babylon A.D. de Mathieu Kassovitz : Dr Arthur Darquandier
- 2008 : Comme les autres de Vincent Garenq : Manu
- 2008 : The Lazarus Project de John Patrick Glenn : Avery
- 2009 : Victor de Thomas Gilou : Courcelle

#### Années 2010
- 2010 : Imogène McCarthery d'Alexandre Charlot et Franck Magnier : Samuel Tyler
- 2010 : La Princesse de Montpensier de Bertrand Tavernier : le comte François de Chabannes
- 2010 : Des hommes et des dieux de Xavier Beauvois : le frère Christian de Chergé
- 2012 : À l'aveugle de Xavier Palud : Narvik
- 2012 : Sur la piste du Marsupilami d'Alain Chabat : le général Pochero
- 2012 : Vous n'avez encore rien vu d'Alain Resnais : Orphée
- 2013 : Alceste à bicyclette de Philippe Le Guay : Gauthier Valence
- 2014 : Le Crime du sommelier (Vinodentro) de Ferdinando Vicentini Orgnani : le professeur
- 2014 : Barbecue d'Éric Lavaine : Antoine
- 2014 : Posthumous (en) de Lulu Wang : Daniel Volpe
- 2015 : Suite française de Saul Dibb : le vicomte de Montmort
- 2015 : La Femme du diplomate (5 to 7) de Victor Levin : Valery Pierpont
- 2015 : Enragés d'Éric Hannezo : le père
- 2016 : Assolo de Laura Morante : Michele
- 2016 : La Vache de Mohamed Hamidi : Philippe
- 2016 : Tout de suite maintenant de Pascal Bonitzer : Arnaud Barsac
- 2016 : L'Odyssée de Jérôme Salle : Jacques-Yves Cousteau
- 2016 : Les Confessions de Roberto Andò : l'amant de Daniel Roché
- 2017 : L'Empereur de Luc Jacquet : le narrateur
- 2017 : Telle mère, telle fille de Noémie Saglio : Marc
- 2017 : Corporate de Nicolas Silhol : Stéphane Froncart
- 2017 : L'Échange des princesses de Marc Dugain : Philippe V
- 2018 : Volontaire d'Hélène Fillières : le commandant Rivière
- 2018 : Au bout des doigts de Ludovic Bernard : Pierre Geithner
- 2019 : Les Traducteurs de Régis Roinsard : Eric Angstrom

#### Années 2020
- 2020 : De Gaulle de Gabriel Le Bomin : Charles de Gaulle
- 2021 : Benedetta de Paul Verhoeven : le nonce
- 2021 : Matrix Resurrections de Lana Wachowski : le Mérovingien
- 2022 : Une robe pour Mrs. Harris (Mrs Harris goes to Paris) d'Anthony Fabian : le marquis de Chassagne
- 2022 : Plancha d'Éric Lavaine : Antoine Chevalier
- 2023 : Les Choses simples d'Éric Besnard : Vincent
- 2023 : Des mains en or d'Isabelle Mergault : François Lecoq
- 2023 : Cinq Hectares d’Émilie Deleuze : Franck
- 2024 : Klandestin de Angelina Maccarone : Richard[42]

#### Courts métrages
- 1985 : Abandons de Pierre-Jean de San Bartolomé
- 1986 : La Forêt noire de Béatrice Jalbert
- 1988 : Margot et le voleur d'enfants de Michèle Reiser
- 2002 : Les Tombales de Christophe Barratier : Joseph
- 2005 : Mort à l'écran d'Alexis Ferrebeuf : Daniel Brullmann
- 2013 : The Nostalgist (en) de Giacomo Cimini (it) : l'homme
- 2019 : Papillons bleus d'Axel Courtière : le baron Papillon

### Télévision
- 1978 : Gaston Phébus de Bernard Borderie (feuilleton) : Yvain
- 1980 : Cinéma 16 (série) : Les Filles d'Adam d'Éric Le Hung : Gilbert
- 1980 : Au feu le préfet d'Alain Boudet (téléfilm) : Patrick Callaghan
- 1980 : L'Inconnu d'Arras (téléfilm, 1980) de Raymond Rouleau (téléfilm) : le grand-père (1870)
- 1981 : Emmenez-moi au théâtre (collection) : La Guerre de Troie n'aura pas lieu de Raymond Rouleau : Paris
- 1981 : Quatre femmes, quatre vies, épisode La Maison bleue de Robert Mazoyer (mini série) : Jean-Paul Taillandier
- 1981 : La Dernière nuit de Didier Decoin (téléfilm) : l'aide-bourreau
- 1981 : Histoire contemporaine de Michel Boisrond (feuilleton) : Henri de Brèce
- 1982 : Ce fut un bel été de Jean Chapot (téléfilm) : Antoine
- 1983 : La Caravane de Roger Gillioz (télétilm) : Éric
- 1987 : La storia de Luigi Comencini (série) : Carlo Davide
- 1992 : Frankenstein de David Wickes (téléfilm) : Clerval
- 1992 : Strangers (en), segment Small Sounds and Tilting Shadows de Joan Tewkesbury (en) (téléfilm) : le type
- 1994 : Une qui promet de Marianne Lamour (télétilm) : Ferdinand
- 1994 : Les Caprices de Marianne de Jean-Daniel Verhaeghe (téléfilm) : Octave
- 1995 : Pour une vie ou deux de Marc Angelo (téléfilm) : Noël Gregorio
- 1996 : Le Secret d'Iris d'Élisabeth Rappeneau (téléfilm) : Pierrot
- 1997 : Quand le chat sourit de Sabine Azéma (téléfilm)
- 2000 : Don Quichotte de Peter Yates (téléfilm) : le Duc
- 2001 : Le Divin enfant de Stéphane Clavier (téléfilm) : Père Marc Aubray
- 2004 : Colette, une femme libre de Nadine Trintignant (mini série) : Henry de Jouvenel
- 2009 : The Philanthropist, saison 1, épisode 3 Paris de Duane Clark (en) (série) : Yves Moehringer
- 2012 : The Hollow Crown, saison 1, épisode 4 Henry V de Thea Sharrock (série) : Charles VI, roi de France
- 2013 : Manipulations de Laurent Herbiet (téléfilm) : Franck Barrot
- 2019 : Calls de Timothée Hochet, saison 2, épisode 5 Manque d'amour (série) : Paul Donner
- 2021 : Totems de Juliette Soubrier et d’Olivier Dujols : Charles Contignet[43]
- 2024 : La Maison : Vincent Ledu

### Doublage

#### Cinéma

##### Films
- Richard Gere dans :
  - À bout de souffle, made in USA (1983) : Jesse
  - Le Consul honoraire (1983) : Dr Eduardo Plarr
  - Cotton Club (1984) : Dixie Dwyer
- Jeff Goldblum dans :
  - L'Étoffe des héros (1983) : un recruteur de la NASA
  - Les Copains d'abord (1983) : Michael Goldman
- 1979 : L'Ultime Attaque : Lieutenant Coghill (Christopher Cazenove)
- 1982 : Porky's : Tommy (Wyatt Knight)
- 1982 : Rambo : Mitch (David Caruso)
- 1982 : Class 1984 : Peter Stegman (Timothy Van Patten)
- 1982 : Krull : Colwyn (Ken Marshall)
- 1983 : Le Justicier de minuit : Warren Stacey (Gene Davis)
- 1983 : Christine : Dennis Guilder (John Stockwell)
- 1984 : La Route des Indes : Ronny Heaslop (Nigel Havers)
- 1984 : Police Academy : Cadet Eugene Tackleberry (David Graf)
- 1984 : Razorback : Carl Winters (Gregory Harrison)
- 2007 : Les Vacances de Mr Bean : Carson Clay (Willem Dafoe) (version DVD)
- 2016 : Le Livre de la jungle : Baloo (Bill Murray) (voix)

##### Films d'animation
- 2006 : Souris City de David Bowers et Sam Fell : Roddy St. James (version française)
- 2007 : Tous à l'Ouest d'Olivier Jean-Marie : Lucky Luke (création de voix)
- 2011 : Cars 2 de John Lasseter et Brad Lewis : Finn McMissile (version française)
- 2012 : Ernest et Célestine de Stéphane Aubier, Vincent Patar et Benjamin Renner : Ernest (création de voix)
- 2022 : Ernest et Célestine : Le Voyage en Charabie de Julien Chheng et Jean-Christophe Roger : Ernest (création de voix)
- 2023 : Wish, Asha et la bonne étoile de Chris Buck et Fawn Veerasunthorn : le roi Magnifico (version française)

#### Télévision
- 1983 : Les oiseaux se cachent pour mourir (The Thorn Birds) de Daryl Duke : Dane O'Neill (Philip Anglim)
- 2000 : Les Globulyss : [Qui ?]
- 2023 : Star Wars: Visions : Jon (saison 2, épisode The Spy Dancer)

#### Voixoff
- 2003 : Sand… George en mal d’Aurore
- 2012 : Africa. Le sang et la beauté[44]
- 2013 : Afrique sauvage
- 2014 : Nature (documentaire) de Patrick Morris
- 2014 : Sacrifice : Du Débarquement à la Libération de Paris (documentaire) de Isabelle Clarke et Daniel Costelle
- 2014 : Jusqu'au dernier : la destruction des Juifs d'Europe. Série documentaire de William Karel et Blanche Finger
- 2019 : Les Guerres de Coco Chanel (documentaire) de Jean Lauritano

## Théâtre

### Comédien
- 1974 : Ubu à l'Opéra, Théâtre musical, mise en scène Georges Wilson, Cloître des Célestins Festival d'Avignon, théâtre de l'Est parisien
- 1975 : Othello de William Shakespeare, mise en scène Georges Wilson, Cour d'Honneur du Palais des papes au Festival d'Avignon
- 1978 : Les Derniers de Maxime Gorki, mise en scène Lucian Pintilie, théâtre de la Ville
- 1981 : Graal Théâtre de Florence Delay, mise en scène Marcel Maréchal
- 1981 : L'Amour de l'amour de Molière, La Fontaine, Apulée, mise en scène Jean-Louis Barrault, théâtre Renaud-Barrault
- 1984 : Léocadia de Jean Anouilh, mise en scène Pierre Boutron, Comédie des Champs-Élysées
- 1986 : Leocadia de Jean Anouilh, mise en scène Pierre Boutron
- 1986 : La Machine infernale de Jean Cocteau, mise en scène Simon Callow
- 1989 : La Célestine de Fernando de Rojas, mise en scène Antoine Vitez, Festival d'Avignon, Comédie-Française au théâtre national de l'Odéon
- 1991 : Eurydice de Jean Anouilh, mise en scène Georges Wilson, théâtre de l'Œuvre
- 1992 : Ruy Blas de Victor Hugo, mise en scène Georges Wilson, théâtre des Bouffes-du-Nord
- 1993 : Pygmalion de George Bernard Shaw, mise en scène Bernard Murat, théâtre Hébertot
- 1994 : Les Caprices de Marianne d'Alfred de Musset, mise en scène Lambert Wilson, théâtre des Bouffes-du-Nord, tournée en France
- 1996 : A Little Night Music de Stephen Sondheim, mise en scène Sean Mathias, Royal National Theatre
- 1998 : Ashes to Ashes d'Harold Pinter, mise en scène de l'auteur, théâtre du Rond-Point
- 1999 : La Controverse de Valladolid de Jean-Claude Carrière, mise en scène Jacques Lassalle, théâtre de l'Atelier
- 2001 : Bérénice de Racine, mise en scène Lambert Wilson, Festival d'Avignon (remplacé par Robin Renucci au théâtre national de Chaillot et en tournée en France, à cause du tournage de la série Matrix)
- 2005 : Lambert Wilson chante la Nuit américaine, mise en scène Hélène Vincent, Opéra Comique
- 2005 : Les Créanciers d'August Strindberg, mise en scène Hélène Vincent, théâtre de l'Atelier
- 2006-2007 : Candide de Leonard Bernstein, mise en scène Robert Carsen, théâtre du Châtelet et Teatro alla Scala
- 2008 : Bérénice de Racine, mise en scène Lambert Wilson, théâtre des Bouffes-du-Nord
- 2010 : A Little Night Music de Stephen Sondheim, mise en scène Lee Blakeley, théâtre du Châtelet
- 2013 : Sunday in the Park with George de Stephen Sondheim, mise en scène Lee Blakeley, théâtre du Châtelet
- 2014 : Le Roi et moi de Richard Rodgers, comédie musicale, mise en scène Lee Blakeley, théâtre du Châtelet
- 2017 : Lambert Wilson chante Yves Montand, spectacle musical, direction musicale Bruno Fontaine, mise en scène Christian Schiaretti, TNP et tournée
- 2018 : Correspondance Maria Casarès-Albert Camus, collaboration Valérie Six, lecture avec Isabelle Adjani, Les Langagières - TNP de Villeurbanne, Festival de la correspondance de Grignan, Festival d'Avignon - Musée Calvet
- 2019 : Le Misanthrope de Molière, mise en scène Peter Stein, Le Comédia Théâtre-Libre : Alceste, tournée en 2020
- 2021 : Emportés par la Commune de Laurent Seksik, mise en scène de l'auteur, théâtre Antoine

### Metteur en scène
- 1994 : Les Caprices de Marianne d'Alfred de Musset, théâtre des Bouffes-du-Nord, tournée.
- 2001 : Bérénice de Racine, Festival d'Avignon, théâtre national de Chaillot, tournée.
- 2008 : Bérénice de Racine, théâtre des Bouffes-du-Nord
- 2009 : Music-hall de Jean-Luc Lagarce, théâtre des Bouffes-du-Nord
- 2010 : La Fausse Suivante de Marivaux, théâtre des Bouffes-du-Nord

## Livres audio
- 2001 : À l'ombre des jeunes filles en fleurs, Marcel Proust, Éditions Thélème
- 2002 : Du côté de chez Swann, Tome II, Marcel Proust, Éditions Thélème
- 2003 : Anthologie de la poésie française, XIe – XIXe siècles, Éditions Thélème
- 2003 : Les Nuits, Alfred de Musset, Éditions Thélème
- 2018 : Albert Camus et Maria Casarès, Correspondance (1944-1959), lecture avec Isabelle Adjani, Collection Écoutez lire, Gallimard

- Coup de cœur parole enregistrée et documents sonores 2018 de l’Académie Charles-Cros

## Podcast
- 2021 : La Filière[46] : Otto Wächter

## Publication
En 2016, Lambert Wilson participe à l'ouvrage Alain Resnais, les coulisses de la création : entretiens avec ses proches collaborateurs, de François Thomas, paru chez Armand Colin.

## Discographie
- 1988 : Musicals, enregistré à Monaco, avec l'orchestre philharmonique de Monte-Carlo sous la direction de John McGlinn (en).
- 1991 : Lambert Wilson chante / Live, enregistré au Casino de Paris (1990).
- 1992 : Pierre et le Loup
- 1997 : Démons et merveilles
- 2005 : Peer Gynt, d'Edvard Grieg, avec l'orchestre de la Suisse romande sous la direction de Guillaume Tourmiaire. En compagnie de Viviana Aliberti, Eörs Kisfaludy, Dietrich Henschel, Inger Dam-Jensen et Sophie Koch.
- 2005 : Nuit américaine
- 2007 : Loin
- 2015 : Wilson chante Montand

### Participations
- 2009 : On n'est pas là pour se faire engueuler !, album hommage à Boris Vian. Reprise de Monsieur le Jazz.
- 2015 : Michel Legrand & ses amis, album hommage à Michel Legrand. Reprise de La Chanson de Maxence
- 2019 : Pierre et le Loup, narrateur

## Distinctions

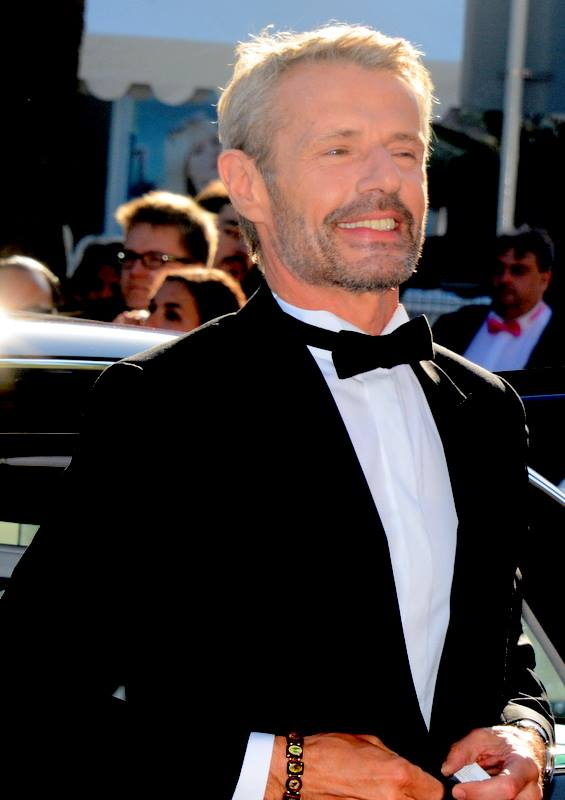
Lambert Wilson au Festival de Cannes 2015.

### Récompenses
- Prix Jean Gabin 1990
- Festival du film de Cabourg 2020 : Swann d'or du meilleur acteur pour De Gaulle[47]

### Nominations

#### Césars
- 1985 : meilleur acteur dans un second rôle pour La Femme publique
- 1986 : meilleur acteur pour Rendez-vous
- 1990 : meilleur acteur pour Hiver 54, l'abbé Pierre
- 1998 : meilleur acteur dans un second rôle pour On connaît la chanson
- 2001 : meilleur acteur dans un second rôle pour Jet Set
- 2011 : meilleur acteur pour Des hommes et des dieux
- 2021 : meilleur acteur pour De Gaulle

#### Lumières de la presse internationale
- 2007 : meilleur acteur pour Cœurs
- 2011 : meilleur acteur pour Des hommes et des dieux et La Princesse de Montpensier

#### Nuit des Molières
- 1991 : Molière du comédien pour Eurydice
- 1992 : Molière du comédien pour Ruy Blas
- 2019 : Molière du comédien dans un spectacle de théâtre privé pour Le Misanthrope

### Décorations
- Commandeur de l'ordre national du Mérite (2017)[48] ; officier (2010) ; chevalier (2000).
- Commandeur de l'ordre des Arts et des Lettres (2024)[49] ; officier (2006)[50].

### Hommage
Le 10 mai 2012, Lambert Wilson inaugure son double de cire au musée Grévin.